# 829-й отдельный разведывательный артиллерийский дивизион
829-й отдельный армейский разведывательный артиллерийский дивизион Резерва Главного Командования — воинское формирование Вооружённых Сил СССР, принимавшее участие в Великой Отечественной войне.
Сокращённое наименование — 829-й оарадн РГК.

## История
Сформирован 25 апреля 1942 года на базе радн 56-го кап 31-й армии Западного фронта (Приказ НКО СССР № 0293 от 19 апреля 1942 года "Об изменении штатов артиллерийских частей ").
В действующей армии с 25.04.1942 по 05.06.1944.
В ходе Великой Отечественной войны вёл артиллерийскую разведку в интересах артиллерии соединений  31-й армии Западного фронта и 3-го Белорусского  фронтов.
5 июня 1944 года в соответствии с приказом НКО СССР от 16 мая 1944 года №0019 «Об усилении армий артиллерийскими средствами контрбатарейной борьбы», директивы заместителя начальника Генерального штаба РККА от 22 мая 1944 г. №ОРГ-2/476 829-й оарадн обращён на формирование 140-й пабр 31-й армии 3-го Белорусского фронта .

## Состав
до августа 1943 года
- Штаб
- Хозяйственная часть
- батарея звуковой разведки (БЗР)
- батарея топогеодезической разведки (БТР)
- взвод оптической разведки (ВЗОР)
- фотограмметрический взвод (ФГВ)
- артиллерийский метеорологический взвод (АМВ)
- хозяйственный взвод

с августа 1943 года
- Штаб
- Хозяйственная часть
- 1-я батарея звуковой разведки (1-я БЗР)
- 2-я батарея звуковой разведки (2-я БЗР)
- батарея топогеодезической разведки (БТР)
- взвод оптической разведки (ВЗОР)
- фотограмметрический взвод (ФГВ)
- хозяйственный взвод

## Подчинение
| Дата                 | Фронт                 | Армия      | Корпус | Дивизия | Бригада | Примечания |
| -------------------- | --------------------- | ---------- | ------ | ------- | ------- | ---------- |
| 25.04.42 -24.04.44г. | Западный фронт        | 31-я армия | -      | -       | -       | -          |
| 24.04.44 -5.06.44г   | 3-й Белорусский фронт | 31-я армия | -      | -       | -       | -          |

## Командование дивизиона
Командир дивизиона
- капитан, майор Гарбуз Иван Андреевич
- гв. капитан, гв. майор Сичинава Анатолий Иванович

Начальник штаба дивизиона
- капитан Султанов Гениат  Туфатович
- капитан Шмелёв Иван Леонтьевич
- капитан Рубинович Борис Танхилевич

Заместитель командира дивизиона по политической части
- батальонный комиссар Сиразитдинов Шарафутдин Незамутдинович
- майор Рябков Александр Александрович

Помощник начальника штаба дивизиона
Помощник командира дивизиона по снабжению
- интендант 2 ранга Матузов Михаил Николаевич
- ст. лейтенант Эстрин Копель Матусович

## Командиры подразделений дивизиона
Командир  БЗР(до августа 1943 года)
- ст. лейтенант Шмелёв Иван Леонтьевич (до 3.43 г.)
- ст. лейтенант Рубинович Борис Танхилевич

Командир 1-й БЗР
- ст. лейтенант, капитан Комаров Илья Игнатьевич

Командир 2-й БЗР
- ст. лейтенант, капитан Рубинович Борис Танхилевич
- ст. лейтенант Тельных Николай Фёдорович

Командир БТР
- ст. лейтенант Афанасьев Анатолий Александрович
- капитан Утешев Ибрагим Аминулович
- ст. лейтенант Яремченко Георгий Илларионович

Командир ВЗОР
- ст. лейтенант Суханов Пётр Герасимович
- ст. лейтенант Кузин Иван Александрович

Командир ФГВ
- ст. лейтенант Коровкин Михаил Павлович